# Eric Wolf
Eric Robert Wolf (Viena, Àustria, 1 de febrer de 1923 - Irvington, Nova York, 6 de març de 1999) va ser un antropòleg conegut pels seus estudis sobre els camperols, Amèrica Llatina, i la seva defensa de les perspectives marxistes dins l'antropologia.

## Biografia
Va néixer a Viena. Segons Wolf la seva família no era gaire religiosa, i a la seva infància va tenir poc contacte amb la comunitat jueva. El seu pare treballava per a una gran empresa i era francmaçó. Wolf va dir de la seva mare que havia estudiat medicina a Rússia, i la descrigué com una dona de conviccions feministes, "no en els termes de les declaracions, sinó en els termes de la seva posició sobre les possibilitats humanes." El 1933, el treball del seu pare va fer que la família es traslladàs als Sudets, Txecoslovàquia, on Wolf assistí al Gymnasium alemany. En aquesta època, anys 20 i 30, les circumstàncies de segregació que es vivien a Viena i de proletarització creixent a Txecoslovàquia, el varen fer sintonitzar amb una reflexió crítica sobre la societat, l'ètnicitat i el poder polític. Les tensions socials a Viena i els conflictes a la regió en la dècada de 1930 van influir en el devenir del treball acadèmic posterior de Wolf.
El 1933 la seva família es traslladà a la Gran Bretanya per fugir dels nazis. Va anar dos anys a escola a Walthamstow, en el nord-est de Londres. En el camp de detenció d'estrangers de Huyton descobrí la força organitzativa del socialisme i el comunisme. En particular l'influí el sociòleg jueu alemany Norbert Elias, internat en el camp com ell mateix. Més envant, ja als Estats Units, va residir a la ciutat de Nova York. Estudià en el Queens' College i el 1941 passà un estiu a la Highlander Folk School a Tennessee. Va participar com a soldat en la Segona Guerra Mundial, en el mateix període en què va desenvolupar el seu interès per altres cultures. Com molts soldats que van tornar de la guerra, a la tornada als Estats Units la perspectiva ideològica de Wolf va sofrir un canvi radical, i gràcies al Gi Bill of Rights, va poder seguir la seva educació universitària. Wolf va decidir estudiar antropologia a la Universitat de Colúmbia.
Columbia va ser el lloc de treball i recerca de Franz Boas per molts anys, i al mateix temps era el centre més important d'estudis sobre antropologia als Estats Units. A l'època en què Wolf va ingressar a la Universitat de Colúmbia, Boas va morir, i el seu estil antropològic (reticent a les generalitzacions i més inclinat als estudis detallats de cultures específiques)també va passar de moda. El nou director del departament d'antropologia va ser Julian Steward, alumne de Robert Lowie i Alfred Louis Kroeber. Steward estava interessat en la formulació d'una antropologia científica que explicàs la manera en què les societats evolucionen i s'adapten al seu medi físic.
Wolf va pertànyer al grup d'estudiants que es va desenvolupar acadèmicament al voltant de Steward. Les velles inclinacions dels estudiants esquerrans, orientats cap al marxisme, es van combinar bé amb l'evolucionisme poc polititzat de Steward. Molts dels antropòlegs més prominents de 1980 van fer part d'aquest grup d'estudiants, entre ells Marvin Harris, Morton Fried i Robert F. Murphy.
La investigació de camp de Wolf, amb vista a la seva titulació, va formar part del Projecte Puerto Rico de Steward. Poc després, el 1971, Wolf va ocupar un lloc com a professor a la Universitat de Michigan. Aquí va ser elevat a la categoria de Professor Distingit pel Lehman College i el CUNY Graduate Center al començament de 1971. A més del seu treball a Amèrica Llatina, Wolf va realitzar investigacions de camp a Europa.
La importància de Wolf per a l'antropologia radica en la seva èmfasi, entre 1970 i 1980, en les qüestions del poder, la política i el colonialisme, quan aquests problemes es van tornar centrals en la discussió antropològica. La seva obra més coneguda (Europa i la gent sense història) és famosa per demostrar que els pobles no europeus estaven immersos en processos globals com la tracta d'esclaus. Per tant, no estaven congelats en el temps, o aïllats, com se suposava, sinó al contrari, estaven profundament relacionats amb la història mundial. En aquesta obra posa de manifest com la història acadèmica europea ha ignorat els actors històrics que no pertanyien a la classe dominant.
Cap al final de la seva vida, va advertir sobre la pèrdua de consistència intel·lectual que va tenir lloc quan l'antropologia es va enfocar cap a models teòrics d'alta volada, allunyant-se de les realitats de la vida i del treball de camp. El 1999 morí a Irvington (Nova York).

## Obres i idees

### L'imperialisme disciplinari
Investigador de les ciències socials, situades en una posició acadèmica fràgil, Eric Wolf criticà el que anomenà l'imperialisme disciplinari (disciplinary imperialism) en l'àmbit de les ciències socials, així com entre la relació entre les ciències socials i les ciències de la natura, que ignora certs subjectes, com la història, per no considerar-los prou científics. A l'interior de les ciències socials s'observa, a tall d'exemple, la victòria de l'antropologia cultural sobre l'antropologia social, i sobre la sociologia i la història, en les universitats nord-americanes o nord-americanitzades. La sociologia estava relegada a l'estudi de la mobilitat social i de les classes socials, categories que els neoliberals consideren no-pertinents, mentre que els antropòlegs culturals es manifestaven útils a la dominació colonial sobre els pobles sense història, estudiant-ne els seus mites, valors, etc. Això es podia veure amb el reclutament d'antropòlegs pel l'armada nord-americana i el Pentàgon arreu del món. El seu llibre de 1982, Europa i la gent sense història, reflecteix un tombant en el seu combat contra l'imperialisme disciplinari, desmuntant idees com l'oposició entre pobles "amb" i "sense" història, i centrant-se en les relacions entre l'expansió europea i els processos històrics a la resta del món, per a traçar una història global a partir del segle xv.

### El poder
La major part de l'obra de Wolf s'ocupa de qüestions de poder. En el seu llibre de 1999 tracta la relació entre el poder i les idees. Hi ha quatre formes de poder :
1. El poder inherent a cada individu.
2. El poder en tant que capacitat de l'ego d'imposar la seva voluntat a l'altre.
3. El poder en tant que control dels contextos en què les persones interactuen.
4. El poder estructural.

Sobre la base de la seva experiència anterior i els seus estudis, rebutjà el concepte de cultura que es posà de manifest des del moviment d'oposició a la Il·lustració. En el seu lloc proposà una redefinició de la cultura que posa l'accent en el poder,la diversitat, l'ambigüitat, la contradicció i el compartir imperfecte del significat i la coneixença.

### El marxisme
Wolf, conegut pel seu interès i contribucions al pensament marxista en l'antropologia, va dir que el marxisme s'ha d'entendre en el context del parentiu i les cultures locals. Cultura i poder estan integrats i mediats per la ideologia i les relacions de propietat. Segons Wolf, hi ha dues branques del marxisme: el marxisme sistèmic i el marxisme prometeic. El marxisme sistèmic és la disciplina que tracta dels postulats que es poden utilitzar per formular lleis o models generals de desenvolupament social. El marxisme prometeic simbolitza l'optimisme per l'alliberament dels maltractes econòmics i polítics, i la transformació social com a mitjà d'accedir a un futur millor.

## Eric Wolf i Àngel Palerm
L'any 1952 Eric Wolf es relacionà amb l'antropòleg mexicà, d'origen eivissenc, Àngel Palerm. A partir de 1955 Wolf i Palerm treballaren junts en l'estudi sobre la irrigació a l'antic imperi texcocà. Wolf en els estius de la dècada de 1950 viatjà en diverses ocasions a Mèxic per fer "recorreguts" i estudis de camp amb Àngel Palerm i Vich a Acolhuacan (en el Texcoco) i a l'àrea dels pedregars de San Angel. D'aquests estudis de camp en sortiren alguns articles, reunits el 1972 a "Agricultura y civilización en Mesoamérica". En aquesta treballs Wolf i Palerm aplicaren els mètodes de l'ecologia cultural per tal d'analitzar l'etnohistòria de les valls centrals mexicanes. Palerm i Wolf reconegueren la seva descendència teòrica de l'escola antropològica de Julian Steward que havia aplicat l'ecologia cultural unida a explicacions evolucionistes multilineals. Aquesta posició es lligava alhora al marxisme

## Obra d'Eric Wolf
- 1955 - (Amb Àngel Palerm) El desarrollo del área clave del imperio texcocano. "Revista Mexicana de Estudios Antropológicos" 14 (1954-55)337-349.
- 1955 - The Mexican Bajío in the 18th Century (Tulane University, Middle American Research Institute) Reseña de Cecilia Noriega en UNAM, FCE, México Arxivat 2012-01-18 a Wayback Machine.
- 1959 - Sons of the Shaking Earth (University of Chicago Press)
- 1964 - Anthropology (Prentice-Hall)
- 1966 - Peasants (Prentice-Hall). Los campesinos, (Cirlot, Juan Eduardo, trad.) Editorial Labor, 1971.
- 1969 - Peasant Wars of the Twentieth Century (Harper & Row). Las luchas campesinas del siglo XX, (Reyes Mazzoni, Roberto, trad.), Editorial Siglo XXI, 1973.
- 1972 - (Amb Àngel Palerm). Agricultura y civilización en Mesoamérica. México, 1972.
- 1974 - The Hidden Frontier: Ecology and Ethnicity in an Alpine Valley (with John W. Cole) (Academic Press)
- 1982 - Europe and the People Without History (University of California Press). Europa y la gente sin historia, (Horacio Pons, trad.) Fondo de Cultura Económica, 1987.
- 1984 - Religion, Power and Protest in Local Communities" (Berlin, Mouton).
- 1999 - Envisioning Power: Ideologies of Dominance and Power (University of California Press). Figurar el poder. Ideologías de dominación y crisis, (Rheault, Katia, trad.), Centro de Investigaciones y Estudios Superiores en Antropología Social (CIESAS), 2001.
- 2001 - Pathways of Power: Building an Anthropology of the Modern World (with Sydel Silverman) (University of California Press)